# Abierto Mexicano Telcel
Az Abierto Mexicano Telcel minden év február–márciusában megrendezett tenisztorna a mexikói Acapulcóban.
A férfiak viadala az ATP World Tour 500 Seriesbe tartozik, összdíjazása 1 212 750 dollár. A nők versenye International kategóriájú, összdíjazása 235 000 dollár. A mérkőzéseket szabadtéri salakos pályákon játsszák.
Az első férfiversenyt 1993-ban rendezték meg, az első nőit 2001-ben. 1993 és 1998 között, valamint 2000-ben Mexikóváros volt a helyszín, 2001 óta Acapulco.

## Győztesek

### Férfi egyes
| Év          | Győztes               | Ellenfél a döntőben | Eredmény a döntőben |
| Acapulco    |                       |                     |                     |
| 2020        | Rafael Nadal          | Taylor Fritz        | 6–3, 6–2            |
| 2019        | Nick Kyrgios          | Alexander Zverev    | 6–3, 6–4            |
| 2018        | Juan Martín del Potro | Kevin Anderson      | 6–4, 6–4            |
| 2017        | Sam Querrey           | Rafael Nadal        | 6–3, 7–6(3)         |
| 2016        | Dominic Thiem         | Bernard Tomic       | 7–6(6), 4–6, 6–3    |
| 2015        | David Ferrer          | Nisikori Kei        | 6–3, 7–5            |
| 2014        | Grigor Dimitrov       | Kevin Anderson      | 7–6(1), 3–6, 7–6(5) |
| 2013        | Rafael Nadal          | David Ferrer        | 6–0, 6–2            |
| 2012        | David Ferrer          | Fernando Verdasco   | 6–1, 6–2            |
| 2011        | David Ferrer          | Nicolás Almagro     | 7–6(4), 6–7(2), 6–2 |
| 2010        | David Ferrer          | Juan Carlos Ferrero | 6–3, 3–6, 6–1       |
| 2009        | Nicolás Almagro       | Gaël Monfils        | 6–4, 6–4            |
| 2008        | Nicolás Almagro       | David Nalbandian    | 6–1, 7–6(1)         |
| 2007        | Juan Ignacio Chela    | Carlos Moyà         | 6–3, 7–6(2)         |
| 2006        | Luis Horna            | Juan Ignacio Chela  | 7–5(6), 6–4         |
| 2005        | Rafael Nadal          | Albert Montañés     | 6–1, 6–0            |
| 2004        | Carlos Moyà           | Fernando Verdasco   | 6–3, 6–0            |
| 2003        | Agustín Calleri       | Mariano Zabaleta    | 7–5, 3–6, 6–3       |
| 2002        | Carlos Moyà           | Fernando Meligeni   | 7–6(4), 7–6(4)      |
| 2001        | Gustavo Kuerten       | Galo Blanco         | 6–4, 6–2            |
| Mexikóváros |                       |                     |                     |
| 2000        | Juan Ignacio Chela    | Mariano Puerta      | 6–4, 7–6(4)         |
| 1999        | Nem rendezték meg.    | Nem rendezték meg.  | Nem rendezték meg.  |
| 1998        | Jiří Novák            | Xavier Malisse      | 6–3, 6–3            |
| 1997        | Francisco Clavet      | Joan Albert Viloca  | 6–4, 7–6(7)         |
| 1996        | Thomas Muster         | Jiří Novák          | 7–6(3), 6–2         |
| 1995        | Thomas Muster         | Fernando Meligeni   | 7–6(4), 7–5         |
| 1994        | Thomas Muster         | Roberto Jabali      | 6–3, 6–1            |
| 1993        | Thomas Muster         | Carlos Costa        | 6–2, 6–4            |

### Női egyes
| Év   | Győztes             | Ellenfél a döntőben    | Eredmény a döntőben |
| 2020 | Heather Watson      | Leylah Fernandez       | 6–4, 6–7(8), 6–1    |
| 2019 | Vang Ja-fan         | Sofia Kenin            | 2–6, 6–3, 7–5       |
| 2018 | Leszja Curenko      | Stefanie Vögele        | 5–7, 7–6(2), 6–2    |
| 2017 | Leszja Curenko      | Kristina Mladenovic    | 6–1, 7–5            |
| 2016 | Sloane Stephens     | Dominika Cibulková     | 6–4, 4–6, 7–6(5)    |
| 2015 | Bacsinszky Tímea    | Caroline García        | 6–3, 6–0            |
| 2014 | Dominika Cibulková  | Christina McHale       | 7–6(3), 4–6, 6–4    |
| 2013 | Sara Errani         | Carla Suárez Navarro   | 6–0, 6–4            |
| 2012 | Sara Errani         | Flavia Pennetta        | 5–7, 7–6(2), 6–0    |
| 2011 | Gisela Dulko        | Arantxa Parra Santonja | 6–3, 7–6(5)         |
| 2010 | Venus Williams      | Polona Hercog          | 2–6, 6–2, 6–3       |
| 2009 | Venus Williams      | Flavia Pennetta        | 6–1, 6–2            |
| 2008 | Flavia Pennetta     | Alizé Cornet           | 6–0, 4–6, 6–1       |
| 2007 | Émilie Loit         | Flavia Pennetta        | 7–6(0), 6–4         |
| 2006 | Anna-Lena Grönefeld | Flavia Pennetta        | 6–1, 4–6, 6–2       |
| 2005 | Flavia Pennetta     | Ľudmila Cervanová      | 3–6, 7–5, 6–3       |
| 2004 | Iveta Benešová      | Flavia Pennetta        | 7–6(5), 6–4         |
| 2003 | Amanda Coetzer      | Mariana Díaz-Oliva     | 7–5, 6–3            |
| 2002 | Katarina Srebotnik  | Paola Suárez           | 6–7(1), 6–4, 6–2    |
| 2001 | Amanda Coetzer      | Jelena Gyementyjeva    | 2–6, 6–1, 6–2       |

### Férfi páros
| Év          | Győztes                                 | Ellenfelek a döntőben                 | Eredmény a döntőben    |
| Acapulco    |                                         |                                       |                        |
| 2020        | Łukasz Kubot Marcelo Melo               | Juan Sebastián Cabal Robert Farah     | 7–6(6), 6–7(4), [11–9] |
| 2019        | Austin Krajicek Artem Sitak             | Alexander Zverev Mischa Zverev        | 2–6, 7–6(4), [10–5]    |
| 2018        | Jamie Murray Bruno Soares               | Bob Bryan Mike Bryan                  | 7–6(4), 7–5            |
| 2017        | Jamie Murray Bruno Soares               | John Isner Feliciano López            | 6–3, 6–3               |
| 2016        | Treat Huey Max Mirnyi                   | Philipp Petzschner Alexander Peya     | 7–6(5), 6–3            |
| 2015        | Ivan Dodig Marcelo Melo                 | Mariusz Fyrstenberg Santiago González | 7–6(2), 5–7, [10–3]    |
| 2014        | Kevin Anderson Matthew Ebden            | Feliciano López Max Mirnyi            | 6–3, 6–3               |
| 2013        | Łukasz Kubot David Marrero              | Simone Bolelli Fabio Fognini          | 7–5, 6–2               |
| 2012        | David Marrero Fernando Verdasco         | Marcel Granollers Marc López          | 6–3, 6–4               |
| 2011        | Victor Hănescu Horia Tecău              | Marcelo Melo Bruno Soares             | 6–1, 6–3               |
| 2010        | Łukasz Kubot Oliver Marach              | Fabio Fognini Potito Starace          | 6–0, 6–0               |
| 2009        | František Čermák Michal Mertiňák        | Łukasz Kubot Oliver Marach            | 4–6, 6–4, [10–7]       |
| 2008        | Oliver Marach Michal Mertiňák           | Agustín Calleri Luis Horna            | 6–2, 6–7(3), [10–7]    |
| 2007        | Potito Starace Martín Vassallo Argüello | Lukáš Dlouhý Pavel Vízner             | 6–0, 6–2               |
| 2006        | František Čermák Leoš Friedl            | Potito Starace Filippo Volandri       | 7–5, 6–2               |
| 2005        | David Ferrer Santiago Ventura           | Jiří Vaněk Tomáš Zíb                  | 4–6, 6–1, 6–4          |
| 2004        | Bob Bryan Mike Bryan                    | Juan Ignacio Chela Nicolás Massú      | 6–2, 6–3               |
| 2003        | Mark Knowles Daniel Nestor              | David Ferrer Fernando Vicente         | 6–3, 6–3               |
| 2002        | Bob Bryan Mike Bryan                    | Martin Damm David Rikl                | 6–1, 3–6, [10–2]       |
| 2001        | Donald Johnson Gustavo Kuerten          | David Adams Martín García             | 6–3, 7–6(5)            |
| Mexikóváros |                                         |                                       |                        |
| 2000        | Byron Black Donald Johnson              | Gastón Etlis Martín Rodríguez         | 6–3, 7–5               |
| 1999        | Nem rendezték meg.                      | Nem rendezték meg.                    | Nem rendezték meg.     |
| 1998        | Jiří Novák David Rikl                   | Daniel Orsanic David Roditi           | 6–4, 6–2               |
| 1997        | Nicolás Lapentti Daniel Orsanic         | Luis Herrera Mariano Sánchez          | 4–6, 6–3, 7–6          |
| 1996        | Donald Johnson Francisco Montana        | Nicolás Pereira Emilio Sánchez        | 6–2, 6–4               |
| 1995        | Javier Frana Leonardo Lavalle           | Marc-Kevin Goellner Diego Nargiso     | 7–5, 6–3               |
| 1994        | Francisco Montana Bryan Shelton         | Luke Jensen Murphy Jensen             | 6–3, 6–4               |
| 1993        | Leonardo Lavalle Jaime Oncins           | Horacio de la Peña Jorge Lozano       | 7–6, 6–4               |

### Női páros
| Év   | Győztes                                             | Ellenfelek a döntőben                                  | Eredmény a döntőben  |
| 2020 | Desirae Krawczyk Giuliana Olmos                     | Katerina Bondarenko Sharon Fichman                     | 6–3, 7–6(5)          |
| 2019 | Viktorija Azaranka Cseng Szaj-szaj                  | Desirae Krawczyk Giuliana Olmos                        | 6–1, 6–2             |
| 2018 | Tatjana Maria Heather Watson                        | Kaitlyn Christian Sabrina Santamaria                   | 7–5, 2–6, [10–2]     |
| 2017 | Darija Jurak Anastasia Rodionova                    | Mariana Duque Mariño Verónica Cepede Royg              | 6–3, 6–2             |
| 2016 | Anabel Medina Garrigues Arantxa Parra Santonja      | Kiki Bertens Johanna Larsson                           | 6–0, 6–4             |
| 2015 | Lara Arruabarrena Vecino María Teresa Torró Flor    | Andrea Hlaváčková Lucie Hradecká                       | 7–6(2), 5–7, [13–11] |
| 2014 | Kristina Mladenovic Galina Voszkobojeva             | Petra Cetkovská Iveta Melzer                           | 6–3, 2–6, [10–5]     |
| 2013 | Lourdes Domínguez Lino Arantxa Parra Santonja       | Catalina Castaño Mariana Duque Mariño                  | 6–4, 7–6(1)          |
| 2012 | Sara Errani Roberta Vinci                           | Lourdes Domínguez Lino Arantxa Parra Santonja          | 6–2, 6–1             |
| 2011 | Marija Koritceva Raluca Olaru                       | Lourdes Domínguez Lino Arantxa Parra Santonja          | 3–6, 6–1, [10-4]     |
| 2010 | Polona Hercog Barbora Strýcová                      | Sara Errani Roberta Vinci                              | 2–6, 6–1, [10–2]     |
| 2009 | Nuria Llagostera Vives María José Martínez Sánchez  | Lourdes Domínguez Lino Arantxa Parra Santonja          | 6–4, 6–2             |
| 2008 | Nuria Llagostera Vives María José Martínez Sánchez  | Iveta Benešová Petra Cetkovská                         | 6–2, 6–4             |
| 2007 | Lourdes Domínguez Lino Arantxa Parra Santonja       | Émilie Loit Nicole Pratt                               | 6–3, 6–3             |
| 2006 | Anna-Lena Grönefeld Meghann Shaughnessy             | Aszagoe Sinobu Émilie Loit                             | 6–1, 6–3             |
| 2005 | Alina Zsidkova Tetyana Perebijnyisz                 | Rosa María Andrés Rodríguez Conchita Martínez Granados | 7–5, 6–3             |
| 2004 | Lisa McShea Milagros Sequera                        | Olga Blahotová Gabriela Navrátilová                    | 2–6, 7–6(5), 6–4     |
| 2003 | Émilie Loit Åsa Svensson                            | Mandula Petra Patricia Wartusch                        | 6–3, 6–1             |
| 2002 | Virginia Ruano Pascual Paola Suárez                 | Tina Križan Katarina Srebotnik                         | 7–5, 6–1             |
| 2001 | María José Martínez Sánchez Anabel Medina Garrigues | Virginia Ruano Pascual Paola Suárez                    | 6–4, 6–7(5), 7–5     |